# Хуан Шаохуа
Хуан Шаохуа (31 січня 1984) — китайський плавець.
Учасник Олімпійських Ігор 2008 року, де в естафеті 4x100 метрів вільним стилем його збірна посіла 12-те місце і не потрапила до фіналу.